# Kannabinol
Kannabinol, kanabinol, CBN – organiczny związek chemiczny z grupy kannabinoidów występujący w konopiach. Jego działanie psychoaktywne jest pomijalnie małe. Jest produktem dehydrogenacji tetrahydrokannabinolu.